# Развој светског рекорда на 10.000 метара за мушкарце
Светски рекорди у дисциплини трчања на 10.000 метара у мушкој конкуренцији, које ИААФ званично признаје, воде се од 1911. године. Први рекорди су мерени ручно (штоперицом). До 1975. ИААФ је признавао за рекорде резултате који су се постизани на 10.000 м.
Од 1975. ИААФ признаје резултате мерене ручно и електронским путем а од за дисциплине трчања на 100, 200 и 400 метара. Од 1. јануара 1977, ИААФ за ове дисциплине признаје само резултате мерене електронским путем и приказаном времену на стотинке секунде.
Да данас (30.1.2017) ИААФ је ратификовао укупно 37 светска рекорда у мушкој конкуренцији.

## Ратификовани рекорди на 10.000 метара
| Време    | Електронски | Атлетичар          | Земља            | Место                           | Датум               | Трајање                        |
| -------- | ----------- | ------------------ | ---------------- | ------------------------------- | ------------------- | ------------------------------ |
| 30:58,8  |             | Жан Буин           | Француска        | Коломб, Француска               | 16. новембар 1911.  | 9 година, 7 месеци и 6 дана    |
| 30:40,2  |             | Паво Нурми         | Финска           | Стокхолм, Шведска               | 22. јун 1922.       | 1 година, 11 месеци и 3 дана   |
| 30:35,4  |             | Виле Ритола        | Финска           | Хелсинки, Финска                | 25. мај 1924.       | 1 месец и 11 дана              |
| 30:23,2  |             | Виле Ритола        | Финска           | Коломб, Француска               | 6. јул 1924.        | 1 месец и 25 дана              |
| 30:06,2  |             | Паво Нурми         | Финска           | Куопио, Финска                  | 31. август 1924.    | 12 година, 10 месеци и 18 дана |
| 30:05,6  |             | Илмари Салминен    | Финска           | Коувола, Финска                 | 18. јул 1937.       | 1 година, 2 месеца и 11 дана   |
| 30:02,0  |             | Тајсо Меки         | Финска           | Коломб, Француска               | 29. септембар 1938. | 11 месеци и 19 дана            |
| 29:52,6  |             | Тајсо Меки         | Финска           | Хелсинки, Финска                | 17. септембар 1939. | 4 године, 11 месеци и 8 дана   |
| 29:35,4  |             | Виљо Хеино         | Финска           | Хелсинки, Финска                | 25. август 1944.    | 4 године, 9 месеци и 17 дана   |
| 29:28,2  |             | Емил Затопек       | Чехословачка     | Острава, Чехословачка           | 11. јун 1949.       | 2 месеца и 21 дан              |
| 29:27,2  |             | Виљо Хеино         | Финска           | Коувола, Финска                 | 1. септембар 1949.  | 1 месец и 21 дан               |
| 29:21,2  |             | Емил Затопек       | Чехословачка     | Острава, Чехословачка           | 22. октобар 1949.   | 9 месеци и 13 дана             |
| 29:02,6  |             | Емил Затопек       | Чехословачка     | Турку, Финска                   | 4. август 1950.     | 3 године, 2 месеца и 28 дана   |
| 29:01,6  |             | Емил Затопек       | Чехословачка     | Стара Болеслав, Чехословачка    | 1. новембар 1953.   | 7 месеци                       |
| 28:54,2  |             | Емил Затопек       | Чехословачка     | Брисел, Белгија                 | 1. јун 1954.        | 2 године, 1 месец и 14 дана    |
| 28:42,8  |             | Шандор Ихарош      | Мађарска         | Будимпешта, Мађарска            | 1. јул 1956.        | 2 месеца и 10 дана             |
| 28:30,4  |             | Владимир Куц       | Совјетски Савез  | Москва, СССР                    | 11. септембар 1956. | 4 године, 1 месец и 4 дана     |
| 28:18,8  |             | Пјотр Болотников   | Совјетски Савез  | Кијев, СССР                     | 15. октобар 1960.   | 1 година, 9 месеци и 27 дана   |
| 28:18,2  |             | Пјотр Болотников   | Совјетски Савез  | Москва, СССР                    | 11. август 1962.    | 1 година, 4 месеца и 7 дана    |
| 28:15,6  |             | Рон Кларк          | Аустралија       | Мелбурн, Аустралија             | 18. децембар 1963.  | 1 година, 6 месеци и 26 дана   |
| 27:39,4  | 27:39,89    | Рон Кларк          | Аустралија       | Осло, Норвешка                  | 14. јул 1965.       | 7 година, 1 месец и 20 дана    |
| 27:38,4  | 27:38,35    | Ласе Вирен         | Финска           | Минхен, Западна Немачка         | 3. септембар 1972.  | 10 месеци и 10 дана            |
| 27:30,8  | 27:30,80    | Дејвид Бедфорд     | Велика Британија | Лондон, Уједињено Краљевство    | 13. јул 1973.       | 3 године, 11 месеци и 17 дана  |
| 27:30,5  | 27:30,47    | Самсон Кимобва     | Кенија           | Хелсинки, Финска                | 30. јун 1977.       | 11 месеци и 12 дана            |
| 27:22,4  | 27:22,47    | Хенри Роно         | Кенија           | Беч, Аустрија                   | 11. јун 1978.       | 6 година и 21 дан              |
| 27:13,81 |             | Фернандо Мамеде    | Португалија      | Стокхолм, Шведска               | 2. јул 1984.        | 5 година, 1 месец и 16 дана    |
| 27:08,23 |             | Артуро Бариос      | Мексико          | Западни Берлин, Западна Немачка | 18. август 1989.    | 3 године, 10 месеци и 17 дана  |
| 27:07,91 |             | Ричард Челимо      | Кенија           | Стокхолм, Шведска               | 5. јул 1993.        | 5 дана                         |
| 26:58,38 |             | Јобес Ондиеки      | Кенија           | Осло, Норвешка                  | 10. јул 1993.       | 1 година и 12 дана             |
| 26:52,23 |             | Вилијам Сигеј      | Кенија           | Осло, Норвешка                  | 22. јул 1994.       | 10 месеци и 14 дана            |
| 26:43,53 |             | Хаиле Гебрселасије | Етиопија         | Хенгело, Холандија              | 5. јун 1995.        | 1 година, 2 месеца и 18 дана   |
| 26:38,08 |             | Салах Хисоу        | Мароко           | Брисел, Белгија                 | 23. август 1996.    | 10 месеци и 11 дана            |
| 26:31,32 |             | Хаиле Гебрселасије | Етиопија         | Осло, Норвешка                  | 4. јул 1997.        | 1 месец и 18 дана              |
| 26:27,85 |             | Пол Тергат         | Кенија           | Брисел, Белгија                 | 22. август 1997.    | 9 месеци и 10 дана             |
| 26:22,75 |             | Хаиле Гебрселасије | Етиопија         | Хенгело, Холандија              | 1. јун 1998.        | 6 година и 7 дана              |
| 26:20,31 |             | Кенениса Бекеле    | Етиопија         | Острава, Чехословачка           | 4. мај 2004.        | 1 година, 3 месеца и 22 дана   |
| 26:17,53 |             | Кенениса Бекеле    | Етиопија         | Брисел, Белгија                 | 26. август 2005.    | 19 година и 274 дана           |

Од 1981. ИААФ је прихватио електронско мерење времена до стотинке секунде за све дисциплине до 10.000 м (укључујући и њу).